# Найкраща футболістка світу за версією ФІФА
Найкраща футболістка світу — футбольна нагорода, яку щорічно вручає ФІФА починаючи з 2001 року.
Нагорода вручається під час церемоній нагородження найкращих представників футболу за версією ФІФА (футболіст, тренер, найкращий гол, символічна збірна року та інші), зокрема у 2001—2009 рр. під час церемонії нагородження «Гравець року ФІФА», у 2010—2015 рр. — «Золотий м'яч ФІФА», починаючи з 2016 року під час проведення церемонії нагородження «Нагороди ФІФА для найкращих».
Критеріями відбору для визначення футболістки року є: спортивні показники, а також загальна поведінка на полі та поза ним.
У 2001—2003 рр. перших переможниць визначали тренери національних жіночих збірних. Починаючи з 2004 по 2009 роки переможця визначали, окрім тренерів національний жіночих збірних, також капітани цих збірних. З 2010 року до них приєдналися представники засобів масової інформації, а з 2016 року широкій громадськості також було дозволено голосувати. Кожна група має частку у 25 % від загального числа голосів.
Найтитулованішою футболісткою є Марта (Бразилія), в активі якої 6 нагород, ще 5 разів вона посідала друге місце за підсумками опитування.

## Лауреати нагороди
| Рік                                                | 1 місце                   | 2 місце                     | 3 місце                      |
| -------------------------------------------------- | ------------------------- | --------------------------- | ---------------------------- |
| Гравець року ФІФА (жінки)                          |                           |                             |                              |
| 2001                                               | Міа Гемм, США             | Сунь Вень, КНР              | Тіффені Мілбретт, США        |
| 2002                                               | Міа Гемм, США             | Біргіт Прінц, Німеччина     | Сунь Вень, КНР               |
| 2003                                               | Біргіт Прінц, Німеччина   | Міа Гемм, США               | Ханна Юнгберг, Швеція        |
| 2004                                               | Біргіт Прінц, Німеччина   | Міа Гемм, США               | Марта, Бразилія              |
| 2005                                               | Біргіт Прінц, Німеччина   | Марта, Бразилія             | Шеннон Боккс, США            |
| 2006                                               | Марта, Бразилія           | Крістін Ліллі, США          | Рената Лінгор, Німеччина     |
| 2007                                               | Марта, Бразилія           | Біргіт Прінц, Німеччина     | Крістіана, Бразилія          |
| 2008                                               | Марта, Бразилія           | Біргіт Прінц, Німеччина     | Крістіана, Бразилія          |
| 2009                                               | Марта, Бразилія           | Біргіт Прінц, Німеччина     | Келлі Сміт, Англія           |
| 2010                                               | Марта, Бразилія           | Біргіт Прінц, Німеччина     | Фатміре Байрамай, Німеччина  |
| 2011                                               | Хомаре Сава, Японія       | Марта, Бразилія             | Еббі Вамбах, США             |
| 2012                                               | Еббі Вамбах, США          | Марта, Бразилія             | Алекс Морган, США            |
| 2013                                               | Надін Ангерер, Німеччина  | Еббі Вамбах, США            | Марта, Бразилія              |
| 2014                                               | Надін Кеслер, Німеччина   | Марта, Бразилія             | Еббі Вамбах, США             |
| 2015                                               | Карлі Ллойд, США          | Селія Шашич, Німеччина      | Міяма Ая, Японія             |
| Найкраща футболістка "Нагороди ФІФА для найкращих" |                           |                             |                              |
| 2016                                               | Карлі Ллойд, США          | Марта, Бразилія             | Мелані Берингер, Німеччина   |
| 2017                                               | Ліке Мартенс, Нідерланди  | Карлі Ллойд, США            | Дейна Кастельянос, Венесуела |
| 2018                                               | Марта, Бразилія           | Дженіфер Марожан, Німеччина | Ада Геґерберґ, Норвегія      |
| 2019                                               | Меган Рапіноу, США        | Алекс Морган, США           | Люсі Бронз, Англія           |
| 2020                                               | Люсі Бронз, Англія        | Перніл Хардер, Данія        | Венді Ренар, Франція         |
| 2021                                               | Алексія Путельяс, Іспанія | Сем Керр, Австралія         | Дженніфер Ермосо, Іспанія    |
| 2022                                               | Алексія Путельяс, Іспанія | Алекс Морган, США           | Бет Мід, Англія              |

### Найтитулованіші футболістки
| Футболістка      | 1-ше місце                             | 2-ге місце                       | 3-тє місце     |
| ---------------- | -------------------------------------- | -------------------------------- | -------------- |
| Марта            | 6 (2006, 2007, 2008, 2009, 2010, 2018) | 5 (2005, 2011, 2012, 2014, 2016) | 2 (2004, 2013) |
| Біргіт Прінц     | 3 (2003, 2004, 2005)                   | 5 (2002, 2007, 2008, 2009, 2010) | —              |
| Міа Гемм         | 2 (2001, 2002)                         | 2 (2003, 2004)                   | —              |
| Карлі Ллойд      | 2 (2015, 2016)                         | 1 (2017)                         | —              |
| Алексія Путельяс | 2 (2021, 2022)                         | —                                | —              |
| Еббі Вамбах      | 1 (2012)                               | 1 (2013)                         | 2 (2011, 2014) |
| Хомаре Сава      | 1 (2011)                               | —                                | —              |
| Надін Ангерер    | 1 (2013)                               | —                                | —              |
| Надін Кесслер    | 1 (2014)                               | —                                | —              |
| Ліке Мартенс     | 1 (2017)                               | —                                | —              |
| Меган Рапіноу    | 1 (2019)                               | —                                | —              |
| Люсі Бронз       | 1 (2020)                               | —                                | —              |

### Переможці за країною
| Країна     | К-ть гравців | Разом |
| ---------- | ------------ | ----- |
| США        | 4            | 6     |
| Бразилія   | 1            | 6     |
| Німеччина  | 3            | 5     |
| Іспанія    | 2            | 2     |
| Японія     | 1            | 1     |
| Нідерланди | 1            | 1     |
| Англія     | 1            | 1     |

## Див.також
- Гравець року ФІФА
- Золотий м'яч ФІФА
- Нагороди ФІФА для найкращих
- Золотий м'яч (жінки)